# Filostratos (właściciel domu publicznego)
Filostratos (gr. Φιλόστρατος od φιλέω 'kocham' i στρατός 'wojsko') – Ateńczyk, według Arystofanesa właściciel domu publicznego z Aten. Wymieniony przez Arystofanesa w Rycerzach [1064] i Lizystracie [957]. Wyszydzając go, komediopisarz określił Filostratosa słowem κυναλώπηξ, oznaczającym skrzyżowanie lisa i psa.